# Mar del Plata Aquarium
 (juillet 2017).
Si vous disposez d'ouvrages ou d'articles de référence ou si vous connaissez des sites web de qualité traitant du thème abordé ici, merci de compléter l'article en donnant les références utiles à sa vérifiabilité et en les liant à la section « Notes et références ».
Le Mar del Plata Aquarium est un océanarium argentin, situé dans la province de Buenos Aires, à Mar del Plata. Ouvert en 1993, il est la propriété de la multinationale espagnole Parques Reunidos depuis 2006.
Il présente des grands dauphins, des otaries, des manchots, des poissons et des oiseaux.

## Histoire
Il ouvre ses portes le 9 juillet 1993.
Fin 2006 il est acheté par la multinationale espagnole Parques Reunidos, qui le rouvre en décembre de la même année.

## Centre de réhabilitation de la faune marine
Le centre de réhabilitation est une zone créée pour encadrer les activités de recherche, d'éducation et de protection de l'environnement, développées par l'aquarium. Il se situe sur la côte de l'Atlantique Sud-occidental, ce qui en fait le site de réhabilitation de la faune marine le plus austral du continent américain.
Il fonctionne depuis 1994 en développant des projets de conservation in situ. 